# Chapelle Sansevero
La chapelle Sansevero (en italien cappella Sansevero ou chiesa di Santa Maria della Pietà) est une chapelle située dans le centre historique de la ville de Naples en Italie. Chef-d'œuvre de l'architecture baroque napolitaine, elle abrite de nombreuses œuvres d'art, pour la plupart commandées par Raimondo di Sangro au XVIIIe siècle. Elle contient le plus important ensemble de sculptures baroques de Naples.

## Historique

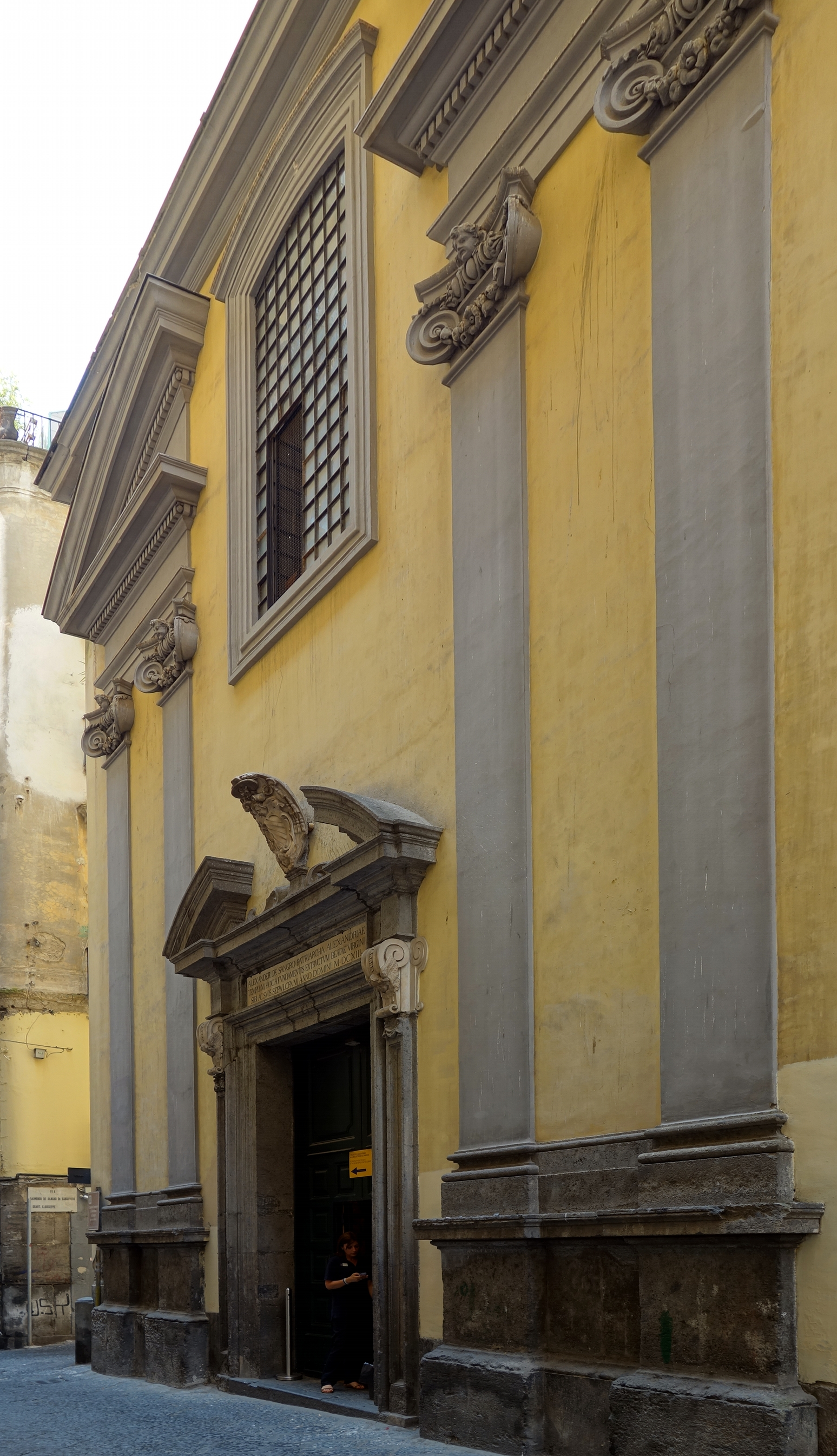
Façade de la chapelle Sansevero.

Initialement inscrite dans le périmètre du palais de la famille Sansevero, la chapelle primitive est érigée dans les années 1590 par Giovan Francesco di Sangro. Elle est agrandie et convertie en tombeau familial par son fils, Alessandro di Sangro, en 1613, comme le mentionne une plaque de marbre apposée au-dessus de l'entrée de la chapelle. Mais l'essentiel de sa décoration actuelle est due au prince Raimondo di Sangro qui ajoute des éléments maçonniques à partir de 1749.

## Architecture
L'édifice, de taille modeste, est constitué d'une nef unique de forme rectangulaire. Huit chapelles, quatre de chaque côté, y sont adjointes. Le plafond est décoré d'une fresque, La Gloire du paradis, réalisée par Francesco Maria Russo (it) en 1749. À droite, un passage donne accès à une crypte. Le sol est recouvert d'une mosaïque en noir et blanc symbolisant un labyrinthe. La porte d'entrée est surmontée d'une petite tribune d'où partait un passage vers le palais de Sansevero.

## Décoration
La chapelle et sa crypte renferment près d'une trentaine d'œuvres d'art, parmi lesquelles les plus célèbres sont La Pudeur, réalisée par Antonio Corradini en 1750, au corps à peine voilé par la mousseline qui le recouvre, La Désillusion, par Francesco Queirolo en 1752 représentant un homme cherchant à se libérer d'un filet, symbole de la lutte de l'esprit contre les forces mauvaises, et Le Christ voilé, par Giuseppe Sanmartino en 1753. La crypte contient également les machines anatomiques, deux corps humains d'un homme et d'une femme (qui étaient peut-être deux serviteurs de l'alchimiste Raimondo di Sangro, l'auteur de ces machines anatomiques) dont seuls les os et le système cardio-vasculaire sont presque intégralement conservés.
1. Christ voilé, Giuseppe Sanmartino

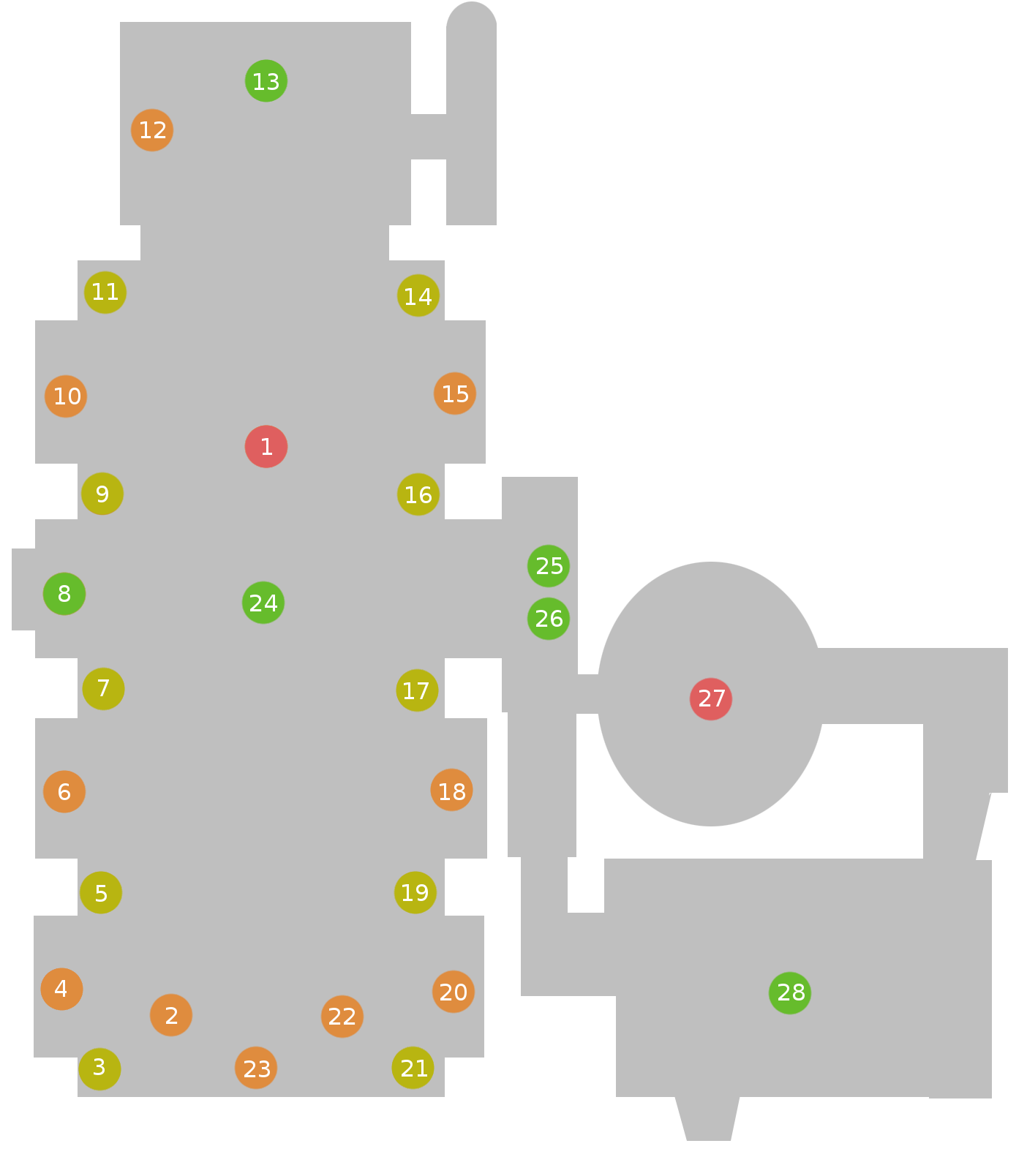
Plan de la chapelle et localisation des œuvres.

2. Monument à Giovan Francesco Paolo de Sangro, Antonio Corradini ;
3. Decoro, Antonio Corradini ;
4. Monument à Paolo de Sangro, Bernardino Landini - Giulio Mencaglia (it) ;
5. Liberalità, Francesco Queirolo ;
6. Monument à Giovan Francesco Paolo de Sangro, Giacomo Lazzari ;
7. Zelo della religione, Fortunato Onelli ;
8. Portrait de Vicenzo de' Sangro, Carlo Amalfi ;
9. La soavità del giogo maritale, Paolo Persico (en) ;
10. Autel à sainte Rosalie, Francesco Queirolo ;
11. La Pudeur (Pudicizia), Antonio Corradini ;
12. Monument à Alessandro de' Sangro, anonyme, XVIIIe siècle ;
13. Anges, Paolo Persico (en), Autel (La Deposizione), Francesco Celebrano et La Pietà (anonyme, XVIIe siècle) ;
14. La Désillusion (Il Disinganno), Francesco Queirolo ;
15. Autel à St. Oderisio, Francesco Queirolo ;
16. La Sincerità, Francesco Queirolo ;
17. Il Dominio di sé stessi, Francesco Celebrano ;
18. Monument à Paolo de' Sangro, Antonio Corradini ;
19. L'Educazione, Francesco Queirolo ;
20. Monument à Paolo de' Sangro, Giorgio Marmorano - Giacomo Lazzari ;
21. Amour divin, anonyme, XIXe siècle ;
22. Monument à Giovan Francesco de' Sangro, Francesco Celebrano ;
23. Monument à Cecco de' Sangro, Francesco Celebrano ;
24. La Gloire du paradis, Francesco Maria Russo (it) ;
25. Tombe de Raimondo de' Sangro, Francesco Maria Russo (it) ;
26. Labyrinthe, Francesco Celebrano ;
27. Machines anatomiques, Giuseppe Salerno et Madonna con Bambino, Giuseppe Pesce ;
28. Sacristie